# Урбански, Хьюберт
Хью́берт Кири́л Урба́нски (род. 23 марта 1966, Варшава) — польский актёр болгарского происхождения, журналист и ведущий телеканала TVN, принадлежащего Warner Bros. Discovery.
Урбански учился в Варшавском XIX лицее Варшавских повстанцев, а затем в Варшавском университете, где изучал философию хинди. Затем он начал обучение в Государственной театральной академии имени Александра Зельверовича в Варшаве.
С 1994 по 1995 год Урбански работал на Radio ZET, а затем на Radio Kolor, где проработал до 1998 года. Затем он год проработал на Radio Tok FM. Свою телевизионную карьеру он начал с ведения «Антены» на TVP и игрового шоу «Пирамида» на Polsat . С 1999 года он работает на TVN, ведёт различные шоу, в том числе «Всё для вас» и «Танец со Звёздами», реалити-шоу «Я такой, какой я есть» и «Экспедиция Робинсона», а также «Кто хочет стать миллионером».

## Личная жизнь
Урбански является отцом четырёх дочерей: Марианны, Кристины, Стефании и Дануты.
Его отец поляк, а мать болгарка.

## Фильмография
- Бар Atlantic (1996) — диктор (голос)
- Мястечко (2000—2001) — камео, ведущий Milionerzy.
- Крол предместье (2002) — камео (голос)
- Кася и Томек (2002—2003) — налоговый консультант Каси и Томека.
- Винчи (2004) — прохожий, ведущий аукциона, который является одной из важнейших сцен фильма (эту сцену вырезал режиссёр фильма, хотя её можно увидеть на DVD-версии).
- Час Онору (2011) — полковник Мечислав Скотницкий
- Ойцец Матеуш (2015) — шеф-повар Миколай Рембацкий
- Пьерша Милош (2015) — бизнесмен Дамиан Сковронек
- На добре и на зло (2016) — в роли Анджея
- Второй Шанс (2016) — в роли Хейна

## Награды
- 2000 год — премия «Виктор» в номинации «Телеоткрытие года».
- 2000 год — награда журнала ELLE «Открытие года».
- 2000 год — премия «Телекамеры» в плебисците читателей (категория «Игры и телеигры»).
- 2001 год — премия «Телекамеры[англ.]» в плебисците читателей (категория телешоу и игры).
- 2006 год — 6 место в списке самых популярных звёзд польского шоу-бизнеса журнала Forbes .
- 2006 год  — премия «Злоте Дзиобы» Радио WAWA в категории «Событие года».
- 2006 год — 2-е место с Катаржиной Скшинецкой[англ.] на плебисците премии Телекамеры в категории «Развлечения».
- 2007 год — 3-е место с Катаржиной Скшинецкой в плебисците премии Телекамеры в категории «Развлечения».

## Гостевые выступления
- 11 апреля 2006 года он был гостем «Большие дети[пол.]».
- В октябре 2006 года он был гостем двух выпусков программы «Разговоры в прямом эфире».
- 7 мая 2007 года он был гостем Шоу Шимона Маевского[англ.] (57 серия).
- 23 декабря 2007 года он был гостем на Шоу Кубы Воеводского[англ.].

## Реклама
С 4 мая 2007 года Хуберт Урбански рекламирует Bank Millennium. Один из роликов стал мемом.

## Рекомендации
1. ↑  Bułgaria Huberta Urbańskiego. onet.pl. Архивировано 22 марта 2011 года.
2. ↑  Популярный мем с Хьюбертом Урбански. Дата обращения: 24 июня 2024. Архивировано 24 июня 2024 года.